# Judith (Honegger)
Judith, op. H 57, és una obra d'Arthur Honegger composta entre el desembre de 1924 (o gener 1925) i l'abril de 1925 sobre un llibret en francès de René Morax. Es va estrenar el 13 de juny de 1925 a Mézières (Suïssa), al Théâtre du Jorat, amb Claire Croiza en el paper principal i sota la direcció de Paul Boepple. El 13 de febrer de 1926 es va estrenar com a òpera a l'Òpera de Montecarlo, a instàncies del director Raoul Gunsbourg. El 1927 la va rervisar com a oratori.
Hi ha 3 versions: versió de música escènica (H 57 A), barrejant lletres i cançons, per al drama bíblic de René Morax; versió òpera seriosa (H 57 B), la més completa, plenament cantada, amb l'addició dels papers d'Holofernes i Ozias; versió acció musical o oratori (H 57 C), la més freqüentment realitzada, en la qual s'eliminen algunes parts de la versió de l'òpera seriosa.

## Estructura
- Acte I : Lamentations; La trompe d'alarme; Prière; Chant funèbre; Invocation
- Acte II : Incantation; Fanfare; Scène à la fontaine; Musique de fête
- Acte III : Nocturne; Cantique de la bataille; Cantique des vierges; Cantique de victoire